# Gertrud Skomagers
Gertrud Rasmus Skomagers, död 1556, var en dansk kvinna som brändes på bål för häxeri.    
År 1556 hade Hans Ipsen i Rudkøbing anklagat Gertrud Rasmus Skomagers för att ha skadat honom och hans egendom genom trolldom. Anders Degn vittnade att det svidit i hans hjärta en gång då Gertrud lagt handen på honom, och det hade dessutom gått rykten om att hon var en häxa. Efter 16 vittnen dömdes hon till bålet. Hon vidhöll dock sin oskuld även på tortyrbänken, och dog utan att ha erkänt. 
År 1557 klagade hennes man inför kungen över avrättningen, och vittnena ställdes inför rätta och dömdes till att betala skadestånd till Gertruds familj. Saken fick till följd att regeringen år 1576 utfärdade en ny lag, som förbjöd lokala domstolar att avrätta någon för trolldom innan domen bekräftats av högsta domstolen